# Araneus striatipes
Araneus striatipes este o specie de păianjeni din genul Araneus, familia Araneidae. A fost descrisă pentru prima dată de Simon, 1877.
Este endemică în Filipine. Conform Catalogue of Life specia Araneus striatipes nu are subspecii cunoscute.